# Asoziale (Nationalsozialismus)

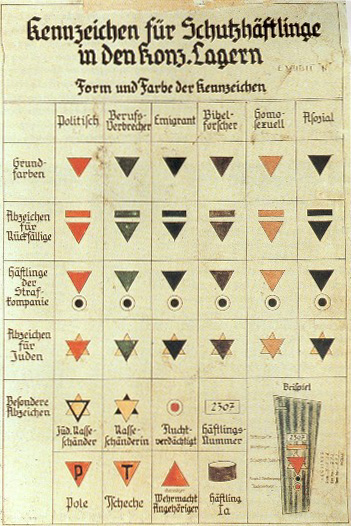
Kennzeichen von KZ-Häftlingen, auf der Abbildung ist ein schwarzer Winkel als Kennzeichnung für „Asozial“ dargestellt

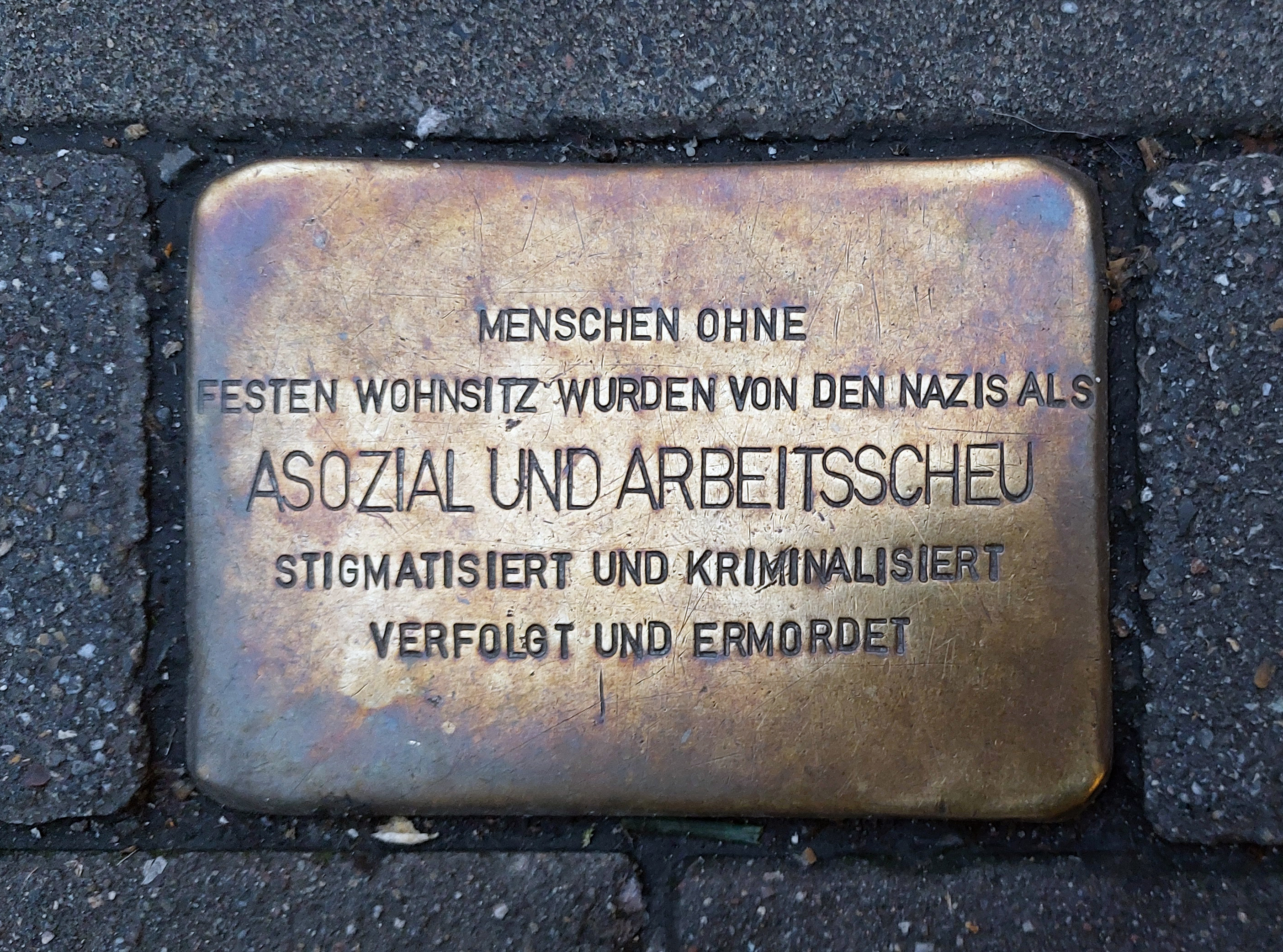
Stolperstein "asozial und arbeitsscheu" zur Erinnerung an stigmatisierte und ermordete Menschen ohne festen Wohnsitz auf dem Alexanderplatz in Berlin.

Asoziale (griechisch-lateinisch für „Ungemeinschaftliche“, Kompositum aus α privativum und lateinisch socius „gemeinsam, verbunden, verbündet“, verwandt mit „Asozialität“) war im Sprachgebrauch der Nationalsozialisten die Bezeichnung für Individuen oder soziale Gruppen – in der Regel aus den Unterschichten –, die als „unfähig oder unwillig“ zur geforderten Einordnung in eine imaginär als „Kollektiv“ konstruierte soziale Gemeinschaft galten. In der Zeit des Nationalsozialismus war der Begriff „Asoziale“ eine übliche Sammelbezeichnung für als „minderwertig“ bezeichnete Menschen aus den sozialen Unterschichten („Ballastexistenzen“), die nach nationalsozialistischer Auffassung sozialen Randgruppen zugehörten oder schwere Leistungs- und Anpassungsdefizite aufzuweisen hätten. Menschen und Menschengruppen wurden so als ressourcenverbrauchende „Schädlinge“ (Parasiten) und „unnütze Esser“ etikettiert, für die die als „gutwillig“ und „fleißig“ bezeichnete Mehrheit der „Volksgemeinschaft“ zu ihrem Nachteil aufkommen müsse.

## Zeit des Nationalsozialismus

### „Asoziale“ und „Lumpenproletariat“
Anders als der Begriff Lumpenproletariat, wie er in abschätzigem Sinn von Karl Marx geprägt und von der organisierten Arbeiterbewegung zur Bezeichnung subproletarischer Gruppen (also als soziale Kategorie) übernommen wurde, war asozial völkisch-rassistisch geprägt mit erbbiologischer Erklärung. Dies gilt auch für „Lumpenproletariat“, wenn es synonym gelegentlich von NS-Ideologen und „Asozialen“-Forschern verwendet wurde.
Ein NS-Synonym, das „Asoziale“ ablöste, war Gemeinschaftsfremde. Ein „Gemeinschaftsfremden-Gesetz“ gegen marginalisierte Sozialgruppen war geplant und in Vorbereitung, wurde aber durch die Niederlage des NS-Regimes 1945 verhindert.
Die Gesamtzahl aller als „Asoziale“ oder „Berufsverbrecher“ eingestuften Häftlinge in Konzentrationslagern wird auf 60.000 bis 80.000 geschätzt.

### Verfolgte Gruppen
Rasseideologen – wie beispielsweise Robert Ritter, Hans F. K. Günther und Sophie Ehrhardt – postulierten einen sogenannten „volkshygienischen“ Standpunkt, mit dem zahlreiche Menschen als „unerwünscht“ und „asozialer Abschaum“ gebrandmarkt wurden. Dazu zählten vor allem soziale Minderheiten wie Obdachlose, Wanderarbeiter, „selbstverschuldete Fürsorgeempfänger“, Bettler, Landstreicher, kinderreiche Familien aus den sozialen Unterschichten, Familien aus Quartieren an den Stadträndern, „nach Zigeunerart herumziehende Landfahrer“, darunter viele Jenische, angeblich „Arbeitsscheue“, Alkoholiker, „getarnt Schwachsinnige“ , Prostituierte sowie Zuhälter.

„Unter den als asozial Verhafteten [gab es] auch genug Leute, denen nichts anderes vorzuwerfen war, als daß sie etwa zweimal zur Arbeit zu spät gekommen waren oder unberechtigt Urlaub genommen, ohne Genehmigung des Arbeitsamtes den Arbeitsplatz gewechselt, ihr nationalsozialistisches Dienstmädchen ‚schlecht behandelt‘, als Eintänzer ihr Brot verdient hatten, und was dergleichen ‚Vergehen‘ mehr waren.“

Weiterhin zählten zu den „Asozialen“ „Frauen, die sich in irgendeiner Form nicht in den NS-Staat einfügten, beispielsweise den Bund Deutscher Mädel ablehnten oder nicht zum Reichsarbeitsdienst gingen“. Die Kategorien überschnitten sich. Mittels massiver nationalsozialistischer Propaganda verbreitete sich so die Vorstellung, dass die faktische Diskriminierung einem „gesunden Volksempfinden“ entsprechen würde.
Roma, in nationalsozialistischer Terminologie „Zigeuner“ (mit den beiden Subgruppen der „stammechten Zigeuner“ und „Zigeunermischlinge“), galten als geborene „fremdrassige Asoziale“.

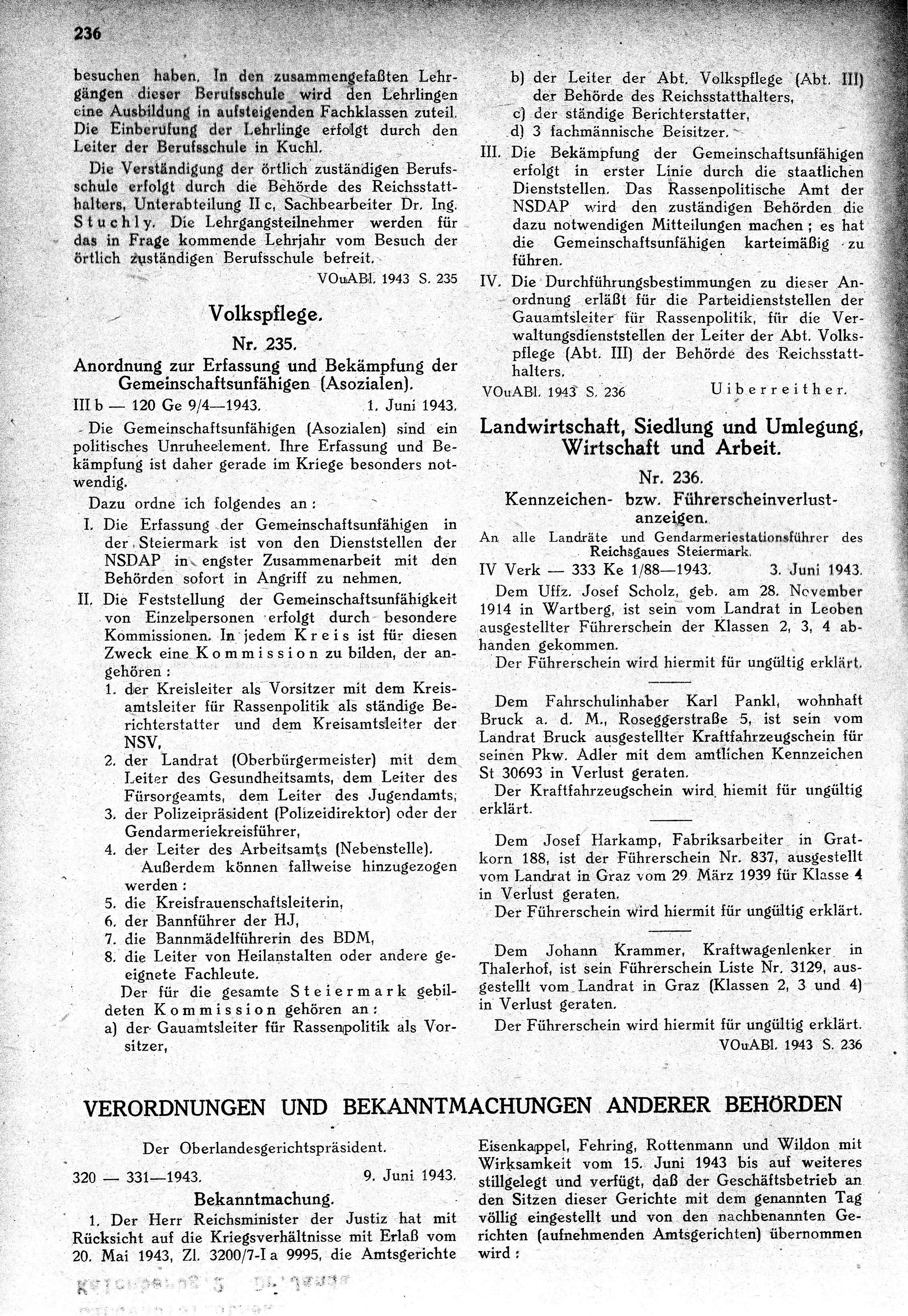
Anordnung zur Erfassung und Bekämpfung der Gemeinschaftsunfähigen (Asozialen) 1943, Erlass Nr. 235 des Reichsstatthalters in der Steiermark, Sigfried Uiberreither

Zu den „Asozialen“ wurden auch Jenische gezählt.
Ob auch homosexuelle Frauen unter dem Vorwand, sie seien asozial, systematisch verfolgt wurden, ist umstritten.

### „Verwahrung“ und „Umerziehung“
Bei der Eröffnung des Konzentrationslagers Dachau im März 1933 wurde noch behauptet, dass dort Personen lediglich in Verwahrung genommen werden, die „die Sicherheit des Staates gefährdeten“. Kurz danach wurden jedoch die Konzentrationslager als Stätten der „Umerziehung“ von „Verbrechern“ immer stärker betont, sodass sämtliche politischen Gegner und wahrgenommenen Feinde des NS-Staates öffentlich und nachhaltig als „Kriminelle“ diskriminiert wurden. In Bremen wurde 1936 die Wohnungsfürsorgeanstalt Hashude eingerichtet, die die Stadt von Bettlern und „Asozialen“ freimachen sollte. 1940 wurde sie geschlossen, weil sie nicht den gewünschten Erfolg hatte.

### NS-Grunderlass von 1937
Gemäß dem Grunderlass zur „Vorbeugenden Verbrechensbekämpfung“ vom 14. Dezember 1937 konnte, wer „ohne Berufs- und Gewohnheitsverbrecher zu sein, durch sein asoziales Verhalten die Allgemeinheit gefährdet“, im Zuge kriminalpolizeilicher „Vorbeugehaft“ in ein Konzentrationslager eingewiesen werden. Die Entscheidung, ob ein „gemeinschaftswidriges Verhalten“ vorlag, lag dabei allein bei den Ordnungs- und Polizeibehörden. Im Rahmen der Aktion „Arbeitsscheu Reich“ kam es im Frühjahr und Sommer 1938 zu Verhaftungswellen. Mehr als 10.000 Juden, Roma und Sinti und „deutschblütige Asoziale“ wurden in Konzentrationslager verschleppt, davon 6.000 im Juli 1938 in das KZ Sachsenhausen. Sie wurden in den Lagern mit einem schwarzen Winkel auf der Häftlingskleidung markiert.
In der Zeit vor dem Krieg stellten die sogenannten Asozialen die größte Opfergruppe in den Konzentrationslagern dar.

### „Vernichtung durch Arbeit“
In der zweiten Jahreshälfte 1942 gewann eine Strömung in der NS-Führung an Einfluss, die in der „Asozialenfrage“ feinere völkische und rassische Differenzierungen einschließlich der sich daraus ergebenden Vernichtungs- beziehungsweise Schonungsentscheidungen ablehnte. So erklärte Joseph Goebbels dem Reichsjustizminister Otto Thierack im September 1942 zur „Vernichtung asozialen Lebens“, es seien „Juden und Zigeuner schlechthin, Polen, die etwa 3–4 Jahre Zuchthaus zu verbüßen hätten, Tschechen und Deutsche, die zum Tode, lebenslangem Zuchthaus oder Sicherungsverwahrung verurteilt“ seien, zu „vernichten“. Der „Gedanke der Vernichtung durch Arbeit“ sei „der beste“. Einige Tage später vereinbarten Himmler und Thierack die „Auslieferung asozialer Elemente aus dem Strafvollzug an den Reichsführer SS zur Vernichtung durch Arbeit“. Alle „Sicherungsverwahrten, Juden, Zigeuner, Russen und Ukrainer“, ferner Polen mit einer Strafe über drei Jahren sollten demnach „restlos“, „Tschechen oder Deutsche über 8 Jahre Strafe nach Entscheidung des Reichsjustizministers“ ausgeliefert werden. Thierack teilte dies im Oktober 1942 dem Leiter der Reichskanzlei, Bormann, mit, der seinerseits Hitler informierte, der ausdrücklich zustimmte.

### Nach der NS-Herrschaft
Im Mai 1946 gaben die beiden ehemaligen KZ-Häftlinge Georg Tauber und Karl Jochheim-Armin eine Zeitschrift mit dem Titel: Wahrheit und Recht! „Schwarz-Grün“. Internes Informationsblatt der Konzentrationäre Deutschlands der Schwarzen und Grünen heraus, von der insgesamt drei Ausgaben bekannt sind. Ihr Ziel war die moralische Anerkennung des Leidens von „Asozialen“ und „Berufsverbrechern“ sowie der Kampf um materielle Entschädigung dieser beiden KZ-Häftlingskategorien. In späteren Ausgaben der Zeitschrift wurde die Zulassung von „Grünen“ und „Schwarzen“ zur Verwaltung der Betreuungsstellen verlangt, der Titel der dritten Ausgabe lautet: Halbmonatsschrift für Wahrheit und Recht aller ehem. Konzentrationäre und Naziopfer. In der Zeitschrift wurde auch heftige Kritik am Verhalten der ehemaligen politischen Häftlinge und der negativen Darstellung „schwarzer“ und „grüner“ Häftlinge in deren Publikationen geübt, obwohl man sich über die Problematik öffentlicher Konflikte unter den Häftlingsgruppen bewusst war.

## Wirkungsgeschichte

### Nachhaltige Stereotype
Auch nach 1945 blieb der Begriff mit den dahinter befindlichen Vorstellungskomplexen („Saboteur im Aufbau des Sozialismus“, „gesellschaftsschädigend (…), nicht gewillt (…), sich in die Gesellschaft einzufügen“) Bestandteil des stereotypen Alltagsdenkens der deutschen öffentlichen Meinung. „Asoziale“ wurden als NS-Verfolgte selbst von anderen NS-Verfolgten nicht anerkannt. In Hamburg wurden die Überlebenden der KZs in drei Kategorien eingeteilt: Kategorie „I A“ waren „politische Überzeugungstäter“, „I B“ waren nicht-kriminelle Verfolgte, unter Kategorie „I C“ wurden „Kriminelle“ und „Asoziale“ subsumiert, diese erhielten unmittelbar nach der Befreiung lediglich Sachleistungen, die ihnen nachträglich teilweise entzogen wurden, und wurden von jeder Entschädigung ausgeschlossen, ferner mussten sie sich bei den Arbeitsämtern melden. Die Beratungsstellen und Verbände, in denen sich auch ehemalige KZ-Häftlinge engagierten, waren oft der Meinung, „Kriminelle“ und „Asoziale“ schädigten das Ansehen aller Überlebenden, dies galt in Ost- wie Westdeutschland. Im westdeutschen Entschädigungsgesetz wurden „Asoziale“ und „Berufsverbrecher“ nicht als Verfolgte mit Anspruch auf Entschädigung anerkannt.
In der DDR kam diese Tradition im Strafgesetzbuch von 1968 im § 249 „Gefährdung der öffentlichen Ordnung durch asoziales Verhalten“, dem Asi-Paragrafen, zum Tragen. Zuvor hatten die Gerichte die Verordnung über Aufenthaltsbeschränkungen vom 24. August 1961 so ausgelegt, dass sie Personen, „die nicht in die sozialistische Gesellschaft integrierbar waren“, zur Arbeitserziehung verurteilen konnten. Wer so verurteilt wurde, kam ins Arbeitserziehungslager und später (ab 1977) in Haft. Unter den zwischen 1960 und 1990 rund 230.000 aus politischen Gründen in der DDR Inhaftierten sind 130.000 wegen unangepasster Lebensweise als „Asoziale“ verurteilt worden.

### Entschädigung
„Asoziale“ wurden weder in der Bundesrepublik noch in der DDR von der Wiedergutmachungspolitik als NS-Opfer anerkannt. Daher kam es auch nicht zu einer zielgerichteten Entschädigung dieser Gruppe. Auch in der DDR verhinderte eine verbreitete negative Haltung gegenüber den „Asozialen“ deren vollgültige Anerkennung als NS-Opfer.
Die Gruppe der sogenannten Asozialen war in West-Deutschland nicht anspruchsberechtigt nach dem Bundesentschädigungsgesetz (BEG). Als „aus Gründen politischer Gegnerschaft gegen den Nationalsozialismus“ verfolgt waren von vornherein Fälle ausgeschlossen, „in denen es sich lediglich um gelegentliche Unmutsäußerungen, um sittlich nicht gerechtfertigte Gewalttaten, um Asoziale sowie um solche Personen gehandelt hat, die jede staatliche Ordnung, welche es auch sei, zu bekämpfen entschlossen sind.“ Die Regelung von Schäden, die jemand aus anderen als in § 1 BEG abschließend genannten Gründen in nationalsozialistischer Zeit erlitten hatte, sollten nach dem Willen des Gesetzgebers von 1955 an anderer Stelle erfolgen.
Erst ein auf den Härterichtlinien des Allgemeinen Kriegsfolgengesetzes (AKG) basierender Fonds gewährt überlebenden Opfern seit 1988 unter bestimmten Umständen eine einmalige Beihilfe, laufende Leistungen sowie ergänzende laufende Leistungen in besonderen finanziellen Notlagen. Nach Auskunft der Bundesregierung erhielten im Jahr 2008 insgesamt 205 überlebende Opfer aus der Gruppe der „Asozialen“ eine Einmalzahlung in Höhe von 2.556,46 Euro.
Neben den Opfern von Sterilisation und Euthanasie zählen zum berechtigten Personenkreis auch solche Personen, die von NS-Staats- oder Parteiorganen als „Arbeitsscheue“, „Arbeitsverweigerer“, „Asoziale“, „Homosexuelle“, „Kriminelle“ oder „Landstreicher“ angesehen und deshalb nationalsozialistischen Unrechtsmaßnahmen ausgesetzt waren. Auch Fälle psychiatrischer Verfolgung und der sogenannte Jugendwiderstand kommen in Betracht. Als Unrecht gelten ebenfalls gesetzmäßig verhängte Strafen, wenn sie – unter Berücksichtigung der Zeit- und insbesondere der Kriegsumstände – als übermäßig bewertet werden müssen. Leistungen erhalten auch Personen, die in den Jahren zwischen 1933 und 1945 Freiheitsstrafen verbüßt haben, sofern diese auf strafrechtlichen Entscheidungen beruhen, die durch Gesetz aufgehoben wurden, etwa nach dem Gesetz zur Aufhebung nationalsozialistischer Unrechtsurteile in der Strafrechtspflege von 1998. Personen, die einen Freiheitsschaden erlitten haben, erhalten für jeden angefangenen Haftmonat einen einmaligen Betrag in Höhe von 76,69 Euro, höchstens insgesamt 2.556 Euro.
Der Sozialwissenschaftler Frank Nonnenmacher hat Anfang 2018 gemeinsam mit den Historikerinnen und Politologinnen Julia Hörath, Dagmar Lieske und Sylvia Köchl und dem Soziologen Andreas Kranebitter eine Petition zur „Anerkennung von 'Asozialen' und 'Berufsverbrechern' als Opfer des Nationalsozialismus“ gestartet. Zu den Erstunterzeichnern gehören u. a. Volker Beck, Micha Brumlik, Daniel Cohn-Bendit, Detlef Garbe, Barbara Glück, Jürgen Habermas, Benno Hafeneger, Wilhelm Heitmeyer, Peter Tauber, Wolfgang Thierse, Konstantin Wecker und Michael Wildt. Der Initiative Nonnenmachers ist es zu verdanken, dass eine offizielle Anerkennung durch den Bundestag im Februar 2020 erfolgte.

### Anerkennung der Opfer und seitherige Entwicklung
Der Deutsche Bundestag beschloss am 13. Februar 2020, die Verfolgung der von den Nationalsozialisten als „Asoziale“ und „Berufsverbrecher“ bezeichneten Opfer anzuerkennen und ihrer besonders zu gedenken. Zugleich wurde die Regierung beauftragt, eine Reihe einschlägiger Maßnahmen zu treffen.
Die damals angekündigte Ausstellung ist seit Juni 2022 online einzusehen, einschlägige Forschungen stehen noch aus.
Im Laufe des Jahres 2023 mahnten  der mdr, der Südwestrundfunk und die Frankfurter Allgemeine Zeitung die Umsetzung des 2020 gefassten Beschlusses an.

### Erinnerungsarbeit in der Gedenkstätte Sachsenhausen
Am 18. Juli 2023 stellte der Opferverband in der Gedenkstätte und Museum Sachsenhausen eine von Ines Dietrich gestaltete Gedenkstele auf, die an die Häftlinge, die als „Asoziale“ verfolgt wurden, erinnern soll.

## Film
Der Dokumentarfilm der Initiative für einen Gedenkort ehemaliges KZ Uckermark e. V. in Kooperation mit der Österreichischen Lagergemeinschaft: …dass das heute noch immer so ist – Kontinuitäten der Ausgrenzung schildert exemplarisch die Geschichte von Verfolgung und Stigmatisierung sogenannter Asozialer im Nationalsozialismus.

## Theaterstück
Der Theatermacher Harald Hahn entwickelte ein Theaterstück Monolog mit meinem „asozialen“ Großvater – Ein Häftling in Buchenwald.